# 君达乐
君达乐（英語：Joondalup，/ˈdʒuːndəlʌp/）是位於西澳首府伯斯以北的一個郊區；改制後，已升格為市。